# FNSS ACV-15

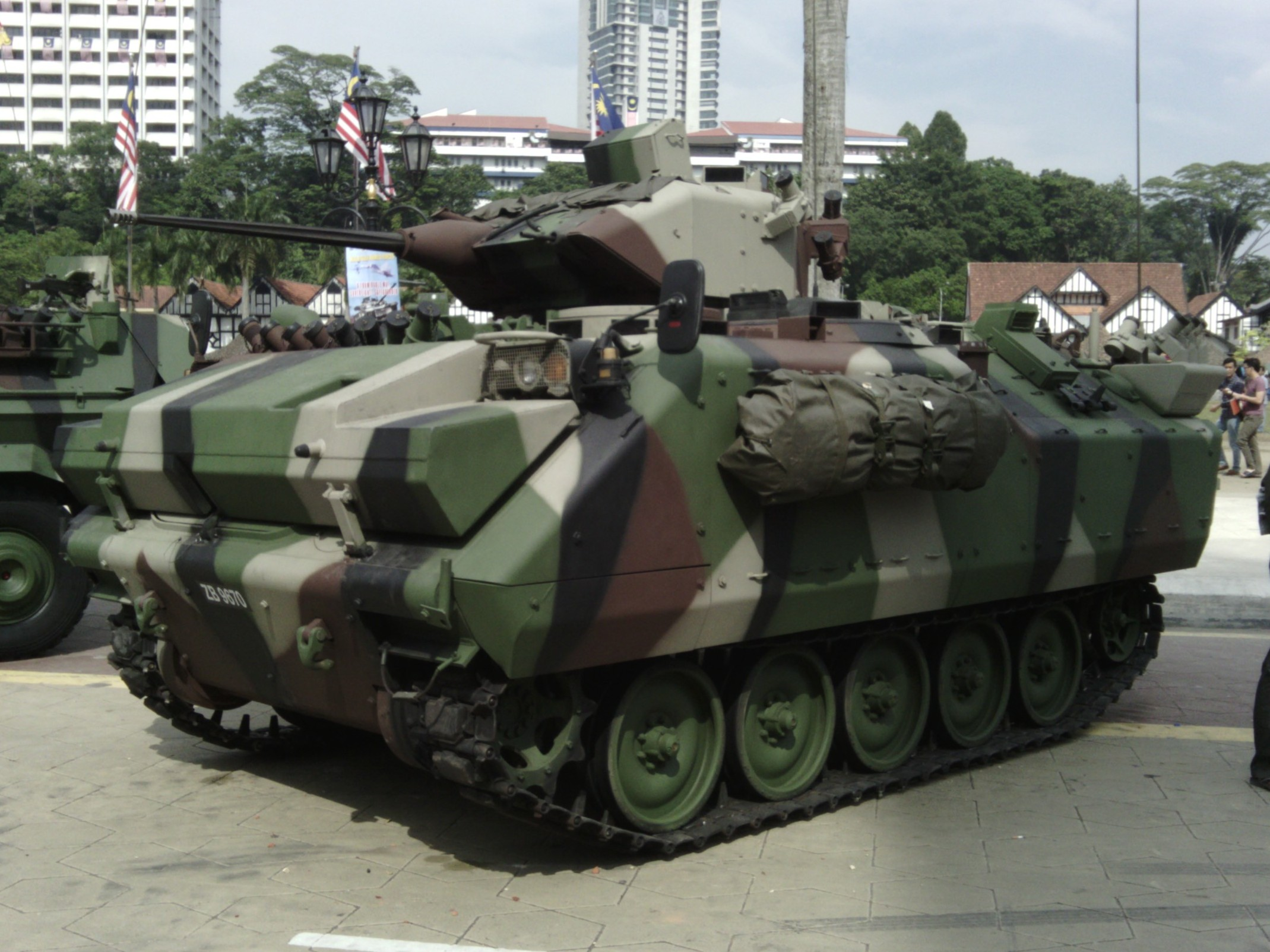
Licencyjna wersja ACV-300 „Adnan” produkowana w Malezji na potrzeby rodzimych sił zbrojnych

FNSS ACV-15 – turecki transporter opancerzony opracowany na bazie wozu M113 przez spółkę FNSS Defence Systems. Produkowany na licencji przez DefTech. W czasie prowadzenia prac projektowych wzorowano się na amerykańskim wozie AIFV.

## Historia
Od 1960 roku Stany Zjednoczone wyprodukowały około 80 tysięcy transporterów opancerzonych z rodziny M113. Trafiły one do rodzimych sił zbrojnych oraz wielu klientów eksportowych, w tym Turcji. M113 służył armii tureckiej w liczbie około 2813 pojazdów od lat 70. XX wieku. Na początku lat 90. podjęto decyzje o zastąpieniu transportera nową konstrukcją, lepiej przystosowaną do wypełniania zadań i przetrwania na ówczesnym polu bitwy. Spółka FNSS Defence Systems opracowała nowy transporter opancerzony ACV-15 jako odpowiedź na postawione przez Tureckie Wojska Lądowe wymagania na nowy, ciężko opancerzony pojazd o masie 13–15 ton, który byłby zdolny do współdziałania z czołgami. Zdecydowano się wykorzystać licencję na produkcję M113 w kraju i opracowanego na przełomie lat 80. i 90. XX wieku amerykańskiego wozu bojowego z rodziny AIFV. Produkcja seryjna transporterów rozpoczęła się w roku 1992. Pojazd produkowany jest na licencji przez malezyjską firmę DefTech pod oznaczeniem ACV-300 Adnan. Łącznie wyprodukowano 2945 pojazdów.
Wozy w służbie tureckiej od 2020 roku poddawane są modernizacji, polegającej na wymianie wieży załogowej na bezzałogową oraz modernizacji wyposażenia elektronicznego wewnątrz pojazdów.

### Użytkownicy
Użytkownicy wozów z rodziny ACV-15:
- Turcja – 2249 egzemplarzy w służbie w kilku wersjach;
- Malezja – 267 egzemplarzy produkowanych na licencji jako ACV-300 „Adnan”[2];
- Filipiny – 7 sztuk;
- Zjednoczone Emiraty Arabskie – 133 sztuki;
- Jordania – 100 sztuk.

## Konstrukcja
ACV-15 to gąsienicowy, lekki transporter opancerzony, zdolny do wykonywania szybkich operacji w warunkach pustynnych, ze słabą infrastrukturą drogową. Z przodu kadłuba znajduje się przedział napędowy i kierowcy, w środkowej przedział bojowy, zaś z tyłu przedział dla żołnierzy desantu. Załoga pojazdu liczy 3 osoby – kierowcę, dowódcę i strzelca. Pojazd może być transportowany na pokładzie samolotów transportowych takich jak C-17 Globemaster, A400M oraz C-5 Galaxy.

### Opancerzenie i budowa kadłuba
Kadłub ACV-15 jest wykonany ze spawanych płyt aluminiowego pancerza o zmiennej grubości w zależności od miejsca mocowania płyty. Pojazd zapewnia ochronę balistyczną przed ostrzałem z broni strzeleckiej o kalibrze 14,5 mm oraz eksplozji 3 kg materiału wybuchowego (z opcją zwiększenia odporności do 8 kg). Kierowca siedzi w przedniej części kadłuba po lewej stronie, tuż za nim swoje miejsce zajmuje dowódca. Zależnie od wariantu strzelec zajmuje stanowisko w jednoosobowej wieży. Dostęp do pojazdu zapewniony jest przez włazy, które znajdują się w stropie pojazdu oraz przez tylną rampę opuszczaną hydraulicznie, która również jest wyposażona w zintegrowane drzwi. Za wieżą znajduje się duża pokrywa luku przedziału desantowego, który jest w stanie pomieścić do 8 żołnierzy. W wersji podstawowej pojazd jest w stanie przewieźć do 13 osób w tym 3 członków załogi. Wewnątrz ACV-15 znajduje się pięć stanowisk do prowadzenia ognia z wnętrza pojazdu, po dwa z każdej strony kadłuba i jeden w tylnej rampie. Nad każdym z bocznych otworów znajduje się peryskop do obserwacji dziennej. Dostęp do zespołu napędowego, który znajduje się na prawo od kierowcy zapewniają specjalne drzwiczki serwisowe z przodu pojazdu. Z tyłu ACV-15 znajdują się dwa opancerzone zbiorniki paliwa, które ulokowano w taki sposób, by zapewniać równomierne rozłożenie masy i zwiększyć bezpieczeństwo załogi.

### Układ napędowy
Napęd stanowi silnik wysokoprężny Detroit Diesel 6V-537T o mocy 300 KM, sprzężony z automatyczną skrzynią biegów Allison X-200-4 z 4 biegami do przodu i 1 biegiem wstecz. Zawieszenie oparto na drążkach skrętnych i na każdą ze stron składa się ono z pięciu podwójnych kół jezdnych z kołem napędowym z przodu i kołem napinającym z tyłu. Pierwsza, druga i ostatnia para kół jezdnych zamontowana ma amortyzatory hydrauliczne. ACV-15 może poruszać się z maksymalną prędkością na drodze do 65 km/h przy maksymalnym zasięgu 490 km. Wóz jest amfibią i w wodzie poruszać się może z prędkością 6 km/h. Do poruszania pojazdem w czasie pływania służy napęd gąsienicowy. Przed wejściem do wody w przedniej części kadłuba zamontowany jest rozkładany falochron, który w czasie marszu przylega do kadłuba. Pojazd może pokonywać przeszkody terenowe o nachyleniu do 60% oraz nachyleniu bocznym do 30%. Jest w stanie pokonywać rowy o maksymalnej długości 1,83 m i przeszkody pionowe o wysokości 0,74 m.

### Uzbrojenie i wyposażenie
Uzbrojenie ACV-15 różni się w zależności od wersji. Wariant podstawowy uzbrojony jest w obrotnicę z zamontowanym wielkokalibrowym karabinem maszynowym kal. 12,7 mm lub Zdalnie Sterowany Moduł Uzbrojenia (ZSMU) Sancak. Opracowano także warianty specjalistyczne takie jak moździerze samobieżne czy wozy zabezpieczenia technicznego.
Wersja bojowego wozu piechoty wyposażona jest w jednoosobową wieżę uzbrojoną w armatę automatyczną M242 Bushmaster kal. 25 mm. Po lewej stronie głównego uzbrojenia zamontowano współosiowo karabin maszynowy kal. 7,62 mm. Osiem wyrzutni granatów dymnych jest zamontowanych w tylnej, górnej części wieży. Napęd wieży oraz armaty automatycznej jest elektryczny. Elewacja działa wynosi od -8º do +48º za prędkość obrotu wieży to 58°/s. Wieża obraca się w zakresie 360°. Producent deklaruje możliwość montażu w pierścieniu wieży dowolny system wieżowy, zgodny z wymaganiami klienta. W 2020 roku zaprezentowano wóz z bezzałogową wieżą Nefer, uzbrojoną tak samo jak wieża załogowa w wariancie bojowym.
Standardowe wyposażenie ACV-15 obejmuje system ochrony przed bronią masowego rażenia oraz wizjer dzienno-nocny. Opcjonalnie pojazd może być wyposażony w klimatyzację lub ogrzewanie, automatyczny system przeciwpożarowy, kamerę termowizyjną kierowcy oraz specjalny wyświetlacz wewnętrzny.

### Wersje produkcyjne
W czasie produkcji opracowano kilka wariantów wozów z rodziny ACV-15:
- ACV-15 AAPC (Advanced Armoured Personnel Carrier) – wariant podstawowy transportera, wyposażony w obrotnicę i uzbrojony w karabin maszynowy kal. 12,7 mm lub ZSMU. Jest w stanie pomieścić 13 osób, w tym kierowcę, dowódcę i strzelca;
- ACV-15 SPM81/AMV – moździerz samobieżny kal. 82 mm. Załoga liczy 5 osób;
- ACV-ARV – wóz zabezpieczenia technicznego, wóz ratownictwa technicznego. Załoga liczy 4 żołnierzy. Wóz wyposażony w żuraw hydrauliczny, wyciągarkę oraz karabin maszynowy kal. 12,7 mm;
- ACV-15 AIVF – bojowy wóz piechoty uzbrojony w armatę automatyczną kal. 25 mm. Załoga liczy 3 osoby + 8 żołnierzy desantu;
- FITTERS – pojazd inżynieryjny. Wyposażony w żuraw hydrauliczny i karabin maszynowy kal. 12,7 mm. Załoga składa się z 4 osób;
- ACV-15 ANTI ARMOR – niszczyciel czołgów uzbrojony w zdalnie sterowany system wieżowy z PPK BGM-71 TOW. Załoga liczy 4 osoby;
- ACV-AESV – wóz saperski. Wóz może być uzbrojony ZSMU lub karabin maszynowy kal. 12,7 mm zamontowany na pojeździe i może pomieścić 11 osób – kierowcę, dowódcę, działonowego i 8 saperów;
- ACV-CPV – wóz dowodzenia. Pojazd może być również skonfigurowany jako Centrum Kierowania ogniem. Pojazd jest uzbrojony w ZSMU lub karabin maszynowy kal. 12,7 mm zamontowany na pojeździe, załoga liczy 6 osób;
- ACV-AMEV – wóz ewakuacji medycznej. Może przewozić kierowcę i ratownika z 2 rannymi na noszach i 4 siedzącymi lub 8 siedzącymi;
- ACV-AFOV – pojazd kierowania ogniem artylerii. Załoga liczy 5 osób;
- ACV-300 „Adnan” – licencyjna wersja wozu ACV-15 AIVF produkowana w Malezji[2].